# Grudzień 2011

## 21 grudnia
- NASA znalazło dwie nowe planety o nazwie Kepler-20e i Kepler-20f (Wikinews)

## 20 grudnia
- Zmarł Leopold Unger, polski dziennikarz żydowskiego pochodzenia, publicysta, eseista, komentator ds. międzynarodowych. (Wiadomości24)

## 19 grudnia
- w wieku 75 lat zmarł Héctor Núñez, były piłkarz urugwajski i trener[1].

## 18 grudnia
- W wieku 75 lat zmarł Václav Havel, były prezydent Czech[2].

## 15 grudnia
- Były prezydent Francji Jacques Chirac został skazany na dwa lata więzienia w zawieszeniu za defraudację publicznych pieniędzy i nadużycie zaufania publicznego. Czynów tych miał się dopuścić w latach 90. jako mer Paryża, którym był do 1995 roku. (TVN24, Archive.is, BBC News)

## 13 grudnia
- Al-Munsif al-Marzuki objął stanowisko prezydenta Tunezji. (Reuters)

## 9 grudnia
- Muzeum Górnośląskie w Bytomiu obchodziło setną rocznicę powstania[3].

## 6 grudnia
- Elio Di Rupo objął urząd premiera Belgii, kończąc najdłuższy w polityce kryzys rządowy. (rmf24.pl)

## 5 grudnia
- W wieku 73 lat zmarła Violetta Villas, polska artystka estradowa, śpiewaczka i aktorka[4].

## 4 grudnia
- W Wyborach parlamentarnych w Rosji wygrała Jedna Rosja uzyskując 49,54% głosów[5].
- W wieku 57 lat zmarł brazylijski piłkarz Sócrates[6].
- W wieku 87 lat zmarł polski aktor i reżyser teatralny Adam Hanuszkiewicz[7].

## 3 grudnia
- Donald Ramotar objął urząd prezydenta Gujany[8].

## 2 grudnia
- Przeprowadzono losowanie fazy grupowej Euro 2012. Reprezentacja Polski zagra z Grecją, Rosją i Czechami.

## 1 grudnia
- W wieku 82 lat zmarła niemiecka pisarka Christa Wolf[9].